# L'Avis de chien de Bill

L'Avis de chien de Bill est une série de nouvelles illustrées publiée dans l'hebdomadaire belge Spirou de 1967 à 1977. Écrite par Yvan Delporte et illustrée par Jean Roba, elle met en scène l'univers de la série Boule et Bill. Un ultime épisode hommage dessiné par Laurent Verron a été publié en 2005.
Narrées depuis le point de vue du cocker Bill, les histoires racontent la vie quotidienne de la famille sur un ton humoristique, dans la lignée des autres rédactionnels produits par Delporte pour le journal.
Longtemps restée relativement méconnue malgré le succès de la bande dessinée d'origine, L'Avis de chien de Bill a été recueilli en album par Dupuis en 2019 à l'occasion des soixante ans du premier mini-récit de Boule et Bill.  

## Publications

### DansSpirou
- 32 récits illustrés par Jean Roba, 1967-1977[2]
- 1 récit illustré par Laurent Verron, 2005[2].

### En album
- L'Avis de chien de Bill, Dupuis, 2019  (ISBN 9791034738199).

### Lien web
- « Avis de Bill dans Spirou », sur BD Oubliées (consulté le 20 janvier 2024).